# Arthur-Léon-Georges Imbert de Saint-Amand
Arthur-Léon-Georges Imbert de Saint-Amand (* 22. November 1834 in Paris; † 22. Juni 1900 in Paris) war ein französischer Diplomat, Historiker und Schriftsteller.

## Leben und Karriere
Er besuchte das  Lycée Condorcet, damals Lycée Bonaparte, in Paris, nach einem Diplom in Literaturwissenschaften und Jura begann er 1855 seine Karriere im Außenministerium. Er stieg über mehrere Stufen bis zum Gesandten (Ministre plénipotentiaire) im Jahr 1882 auf. Seine Tätigkeit erstreckte sich hauptsächlich auf die innere Verwaltung des Ministeriums. Bemerkenswert ist die Tatsache, dass seine Karriere unter Napoleon III. begann und über dessen Ende 1870 hinaus auch in der Dritten Republik andauerte.

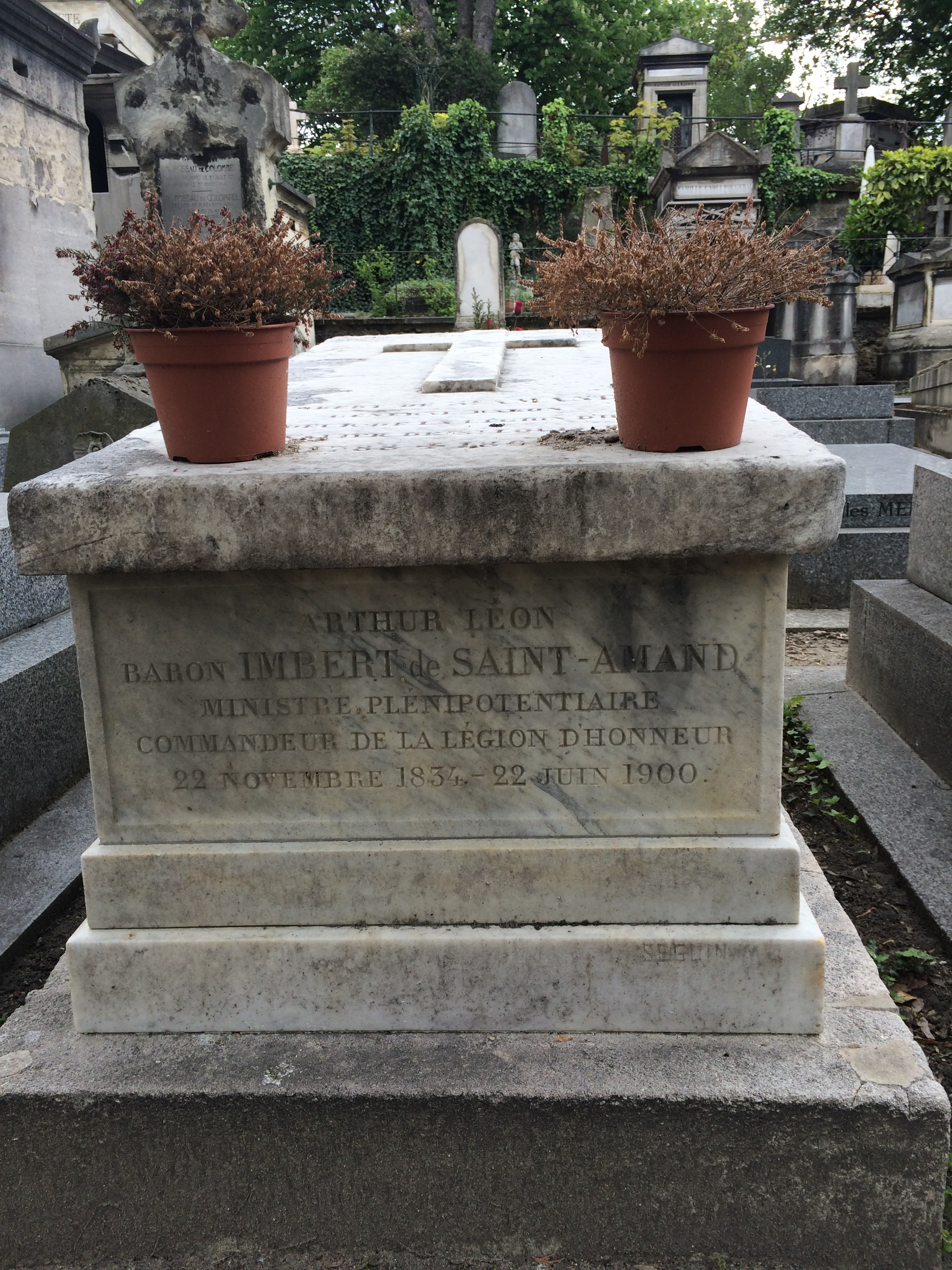
Grab auf dem Friedhof Paris-Montmartre

## Literarisches Schaffen
Sein Interesse galt der Geschichte der französischen Könige und Adligen. Er veröffentlichte mehrere Biografien bekannter Persönlichkeiten, besonders von Frauen. Als bekennender Monarchist zeichneten sich seine Bücher durch seine Bewunderung für die Aristokratie aus. Seine Werke waren beliebt, sie wurden immer wieder in neuen Auflagen veröffentlicht. Viele Bücher sind auch in einer bearbeiteten Ausgabe „Für die Jugend“ erschienen. Einige sind ins Englische übersetzt worden.

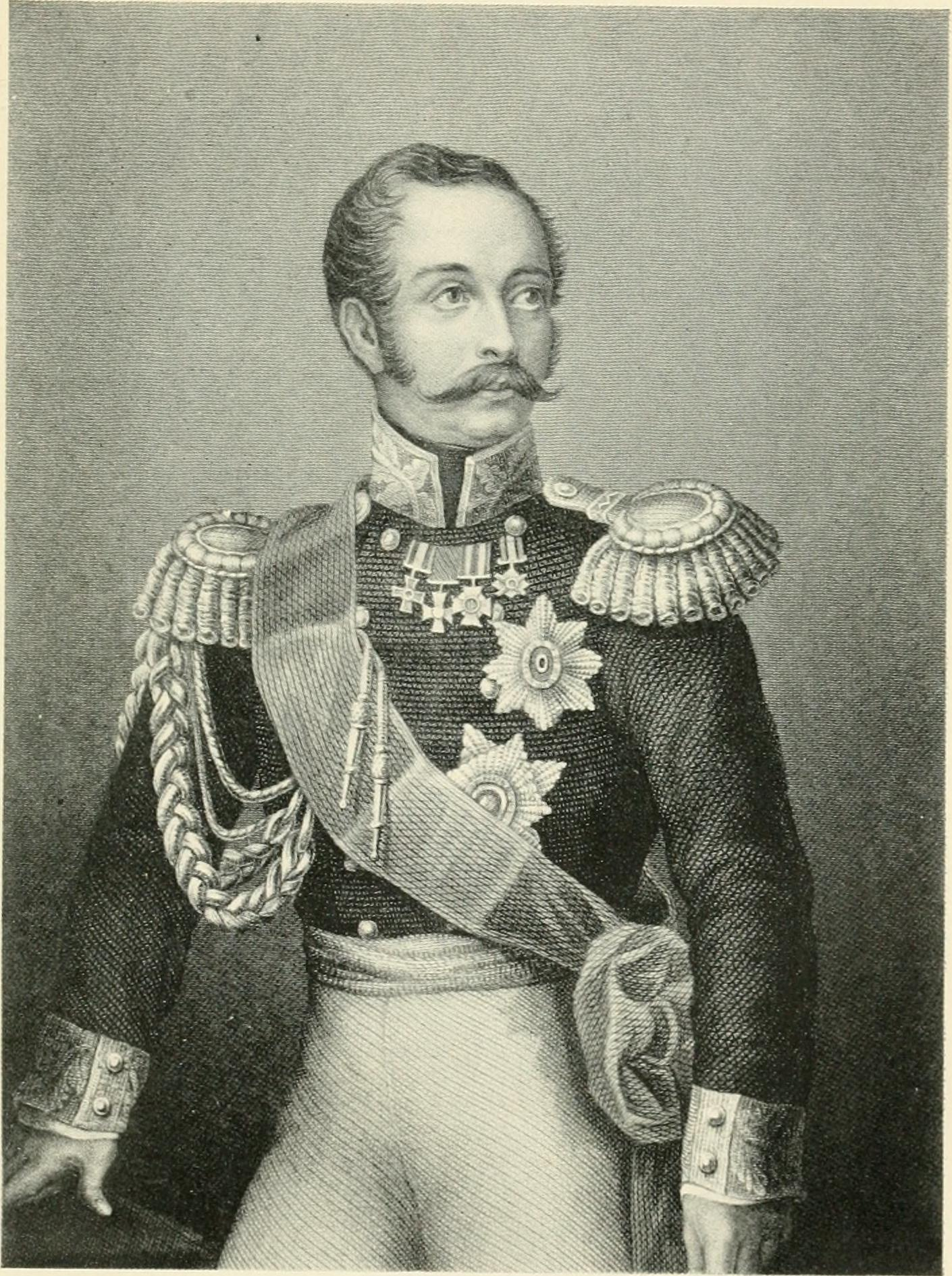
Napoleon III. aus dem Werk Le règne de Napoléon III, 1861

## Veröffentlichungen (Auswahl)
Auswahl nach .
- Marie-Amélie et la société française en 1847, 1847
- Les Femmes des Tuileries. La France et l’Italie, 1859
- L’apogée de Napoléon III, 1860
- Le règne de Napoléon III, 1861
- L’abbé Deguerry, curé de la Madeleine, 1871
- Une jeune victime de la Commune : Paul Seigneret, 1873
- Madame de Girardin, 1875
- Portraits de grandes dames, 1875
- Les Dernières années de Louis XV, 1768–1774, 1876
- La Fin de l’ancien régime, 1879
- Les beaux jours de Marie-Antoinette, 1879
- Les Femmes des Tuileries. Marie-Antoinette et l’agonie de la royauté, 1882
- Les Dernières années de Louis XV, 1768–1774, 1883
- La citoyenne Bonaparte, 1883
- Les dernières années de l’impératrice Joséphine, 1884
- La femme du premier consul, 1884
- Le Château, 1884
- Marie-Louise et l’invasion de 1814, 1885
- Marie-Louise, l’île d’Elbe et les Cent-jours, 1885
- Marie-Louise et la décadence de l’Empire, les femmes des Tuileries, 1885
- Les Beaux jours de l’impératrice Marie-Louise, 1885
- Les Femmes des Tuileries : Marie-Louise, l’Ile d’Elbe et les Cent-Jours, 1885
- La Cour de Louis XIV et la cour de Louis XV, 1886
- Souvenirs. 1860–1885, 1886
- Marie-Louise et le duc de Reichstadt, 1886
- La jeunesse de la duchesse d’Angoulême, 1886
- La duchesse d’Angoulême et les deux restaurations, 1887
- La Cour de Marie-Antoinette, 1887
- La Duchesse de Berry et la cour de Charles X, 1888
- Deux Victimes de la Commune : l’abbé Deguerry et Paul Seigneret, 1888
- Madame de Girardin, 1888
- La duchesse de Berry et la Vendée, 1889
- La Duchesse de Berry et la cour de Louis XVIII, 1889
- La Cour de l’impératrice Joséphine, 1889
- Les dernières années de Marie-Antoinette, 1889
- La captivité de la duchesse de Berry, Nantes et Blaye, 1890
- La duchesse de Berry et la cour de Charles X, 1890
- Les Dernières années de la duchesse de Berry, 1891
- La Cour de Louis XVIII, 1891
- Marie-Amélie et la cour de Palerme, 1806–1814, 1891
- La Jeunesse de la reine Marie-Amélie, 1891
- Marie-Amélie au Palais-Royal, 1892
- La Cour de Charles X, 1892
- Marie-Amélie au Palais-Royal, 1892
- Les Femmes des Tuileries. La jeunesse de l’impératrice Joséphine, 1883
- Marie-Amélie et la cour des Tuileries, 1893
- Journal de Marie-Thérèse de France, duchesse d’Angoulême, zusammen mit  Marie-Thérèse Charlotte de France duchesse d’Angoulême, 1893
- Marie-Amélie et la duchesse d’Orléans, 1893
- La duchesse de Berry en Vendée, à Nantes et à Blaye, 1893
- Marie-Amélie et l’apogée du règne de Louis-Philippe, 1894
- La Révolution de 1848, 1894
- La Jeunesse de Louis-Philippe et de Marie-Amélie, 1894
- Les femmes des Tuileries. Les exils, 1896
- Napoléon III et sa cour, 1897
- La Cour du second Empire, 1856–1858, 1898
- La Citoyenne Bonaparte, 1914
- Louis-Napoléon et Mlle de Montijo, 1918
- La Cour de Louis XIV, 1923
- La Cour de Louis XV, 1924
- Les Souveraines des Tuileries, histoire du château, 1924

## Ehrungen
1863 wurde er in die Ehrenlegion (Légion d’honneur) aufgenommen, 1870 wurde er Offizier der Ehrenlegion.